# Kunst- und Auktionshaus Kastern

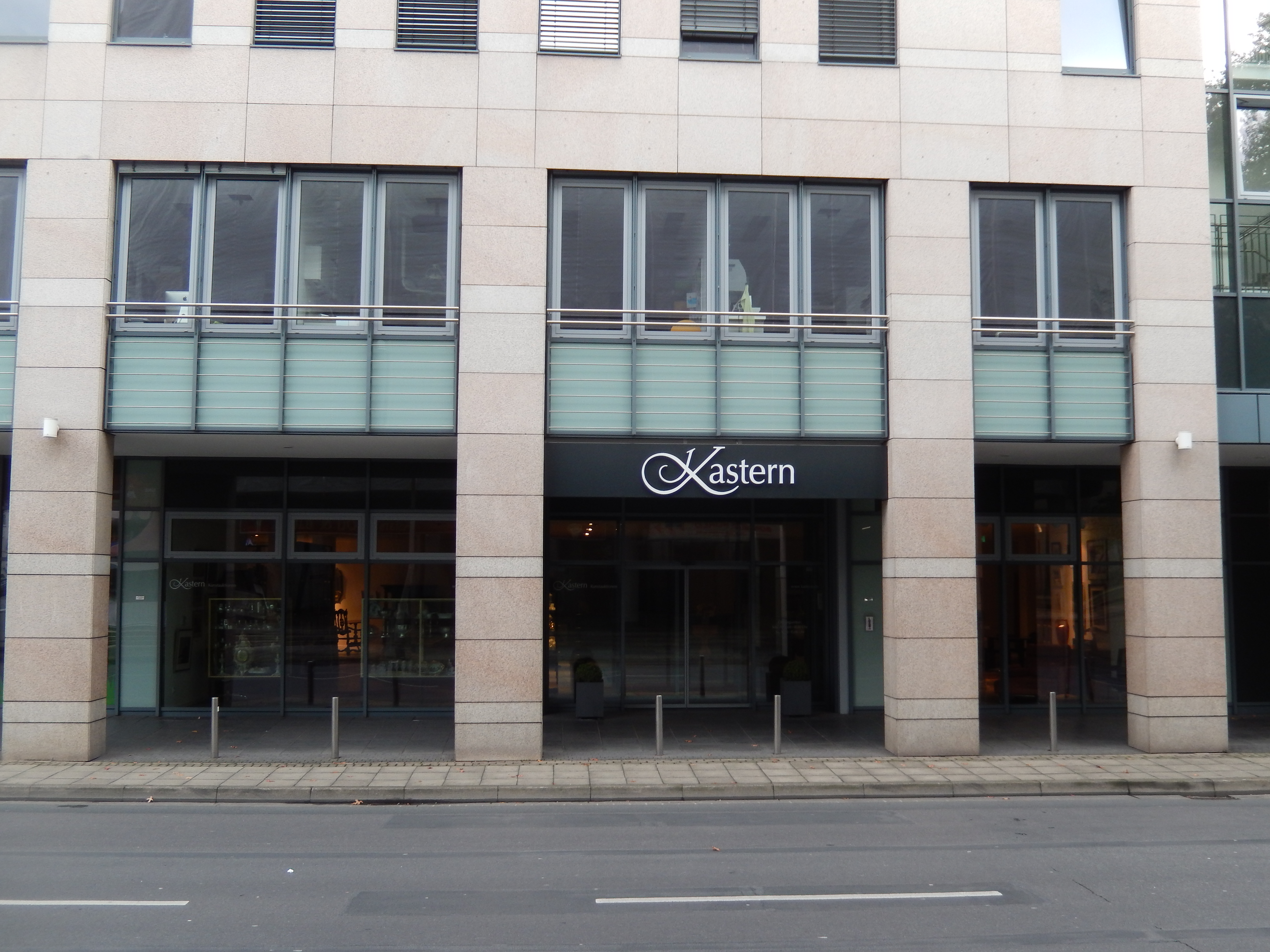
Eingang des Kunst- und Auktionshauses Kastern

Das Kunst- und Auktionshaus Kastern GmbH & Co. KG ist ein Kunstversteigerer in Hannover.

## Geschichte
Das Kunst- und Auktionshaus Kastern wurde 1975 von Karl-Heinz Kastern gegründet. Das Familienunternehmen wird seit 2003 von dessen Frau, Margitta Kastern und der Tochter Christina Kastern-Benatzky geführt. 2013 erfolgte ein Umzug des Unternehmens vom Aegidientorplatz in ein Haus an der Baringstraße 8, das zuvor umgebaut wurde und mehr Platz bietet als der alte Standort. Versteigert werden Asiatika, Altmeister, Fotografien, Kunst und Keramik, Möbel, Moderne, Porzellan, Silber und Schmuck. Sammlungen u. a. aus Norddeutschem Adelsbesitz und Gemälde, Drucke sowie Skulpturen vieler nationaler und internationaler, namhafter Künstler wurden durch das Auktionshaus bereits verkauft. Das Kunst- und Auktionshaus Kastern ist Mitglied im Bundesverband deutscher Kunstversteigerer e. V., auf dessen Initiative 2005 die Datenbank der kritischen Werke ins Leben gerufen wurde.
1987 wurden Möbel, Gemälde, Waffen, Porzellan und andere Gegenstände aus dem Erbe des Tennis-Barons Gottfried von Cramm bei dem Auktionshaus versteigert. Der Gesamterlös betrug etwa 250.000 DM.
2001 wurde bei Kastern das Toplos Spielkartenharmonika – Merzbild 5a, auch Bild mit Spielkarten und meiner Adresse, von Kurt Schwitters innerhalb von knapp zehn Minuten zu einem sensationellen Rekordpreis von 670.000 DM versteigert. Schwitters Abstraktion 45 Kugelkleid wurde bei derselben Auktion für 150.000 DM versteigert. 2005 wurde das Merzbild 5a wieder bei Sotheby’s versteigert, doch erzielte es dort einen nicht so hohen Preis.
Im März 2001 versteigerte das Auktionshaus Kastern acht Liebesbriefe, ein Tagebuch und ein Zigarettenetui der Schauspielerin Marlene Dietrich. Die Stücke stammten aus hannoverschen Privatbesitz und wurden erst wenige Monate vorher entdeckt. Die Briefe waren an den Bäcker Willy Michel gerichtet und wurden in den Jahren 1921 und 1922 verfasst, das Tagebuch in den Jahren 1920 und 1921. Die Stücke gingen an einen Fan, private Sammler und das Filmmuseum Berlin, das auch in dem Besitz des Nachlasses von Marlene Dietrich ist.

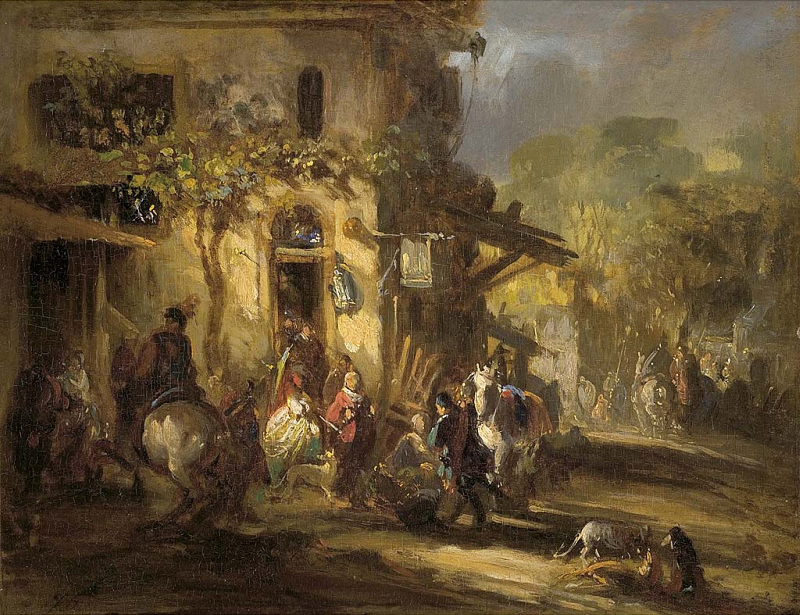
Vor der Gastwirtschaft von Carl Spitzweg, ca. 1870 bis 1875

2003 ersteigerte ein Sammler für 320.000 Euro bei Kastern ein bisher unbekanntes Ölgemälde des Malers Carl Spitzweg mit dem Titel Vor der Gastwirtschaft. 2008 wurde bei Kastern wieder ein Spitzweg versteigert, diesmal mit dem Titel Lektüre am Morgen.
2004 wurde bei Christie’s ein thronartiger Bugatti-Stuhl versteigert, den einst Elton John besaß. 2007 wurde bei Kastern ein gleichartiges Exemplar versteigert, der nahezu das Doppelte erzielte.
Ebenfalls 2007 ließ Hiltrud Schwetje Teile der Kunstsammlung, die sie gemeinsam mit ihrem Ex-Mann, Altbundeskanzler Gerhard Schröder, zusammengetragen hatte, bei dem renommierten Auktionshaus versteigern, darunter Geschenke von Künstlern mit Widmungen, wie zum Beispiel von Roland Dörfler und Uwe Bremer, sowie Bilder, die Gerhard Schröder selbst malte. Den Zuschlag für die 85 Werke erhielt ein Bieter, der nicht genannt werden wollte.
Obwohl die Versteigerung rechtlich zulässig gewesen wäre, stoppte im September 2007 das Auktionshaus eine geplante Versteigerung von Orden und Waffen aus der NS-Zeit, weil der Verfassungsschutz und mehrere Politiker Bedenken geäußert hatten, unter anderem in einem offenen Brief, dass Rechtsextreme die Gegenstände ersteigern könnten.
2009 wurden bei einer Auktion unter anderem eine Sammlung eines süddeutschen Verlegers von 350 künstlerisch wertvollen und ästhetischen Aktfotografien versteigert, von Fotografinnen und Fotografen wie Günter Blum, Sylvie Blum, William Klein, Bettina Rheims, Thomas Karsten, Alfred Steffen und František Drtikol. Das war die erste große Foto-Auktion dieser Art in dem Traditionshaus.
2010 kamen bei einer Auktion 57 Porträts des Deutschen Ordens aus dem Ordenssaal des Rittergutes Lucklum unter dem Hammer. Die Gemäldesammlung umfasste Bildnisse von Angehörigen des Braunschweiger Herzoghauses und deren Ehefrauen, Hochmeister, Komture und Ritter des Deutschen Ordens aus den bekanntesten Familien des Adels und des Hochadels, darunter unter anderem Porträts von Gottlob Friedrich Wilhelm von Hardenberg (Onkel von Novalis), Friedrich II. von Preußen, Philippine Charlotte von Preußen, Antoinette Amalie von Braunschweig-Wolfenbüttel, Karl I. von Braunschweig-Wolfenbüttel, Karl Wilhelm Ferdinand von Braunschweig-Wolfenbüttel, Ferdinand Albrecht II. von Braunschweig-Wolfenbüttel, Ferdinand von Braunschweig-Wolfenbüttel, Ludwig Rudolf von Braunschweig-Wolfenbüttel, Anton Ulrich von Braunschweig-Wolfenbüttel, August Wilhelm von Braunschweig-Wolfenbüttel, Elisabeth Sophie Marie von Schleswig-Holstein-Norburg, Ernst Ferdinand von Braunschweig-Wolfenbüttel-Bevern, Augusta von Hannover, Christine Luise von Oettingen-Oettingen, Otto Diedrich von Bülow, Heinrich von Bobenhausen, Friedrich Hannibal von Schmertzing, Johann Friedrich von und zum Stein, Georg Levin von Winterfeld, Johann Eustach von Westernach, Clemens August von Bayern, Karl von Österreich, Leopold Wilhelm von Österreich, Maximilian Franz von Österreich, Karl Joseph von Österreich, Maximilian III., Franz Ludwig von Pfalz-Neuburg, Johann Caspar von Ampringen, Karl Alexander von Lothringen und Johann Kaspar von Stadion von Malern und Malerinnen, wie zum Beispiel Johann Conrad Eichler, Joachim Kayser, Johann Georg Ziesenis der Jüngere, Gottfried Boy, Anton Graff, Christoph Bernhard Francke, Jean Pierre Sauvage, Francesco Carlo Rusca und Anna Rosina de Gasc.

Porträts aus dem Ordenssaal des Rittergutes Lucklum (Auswahl)
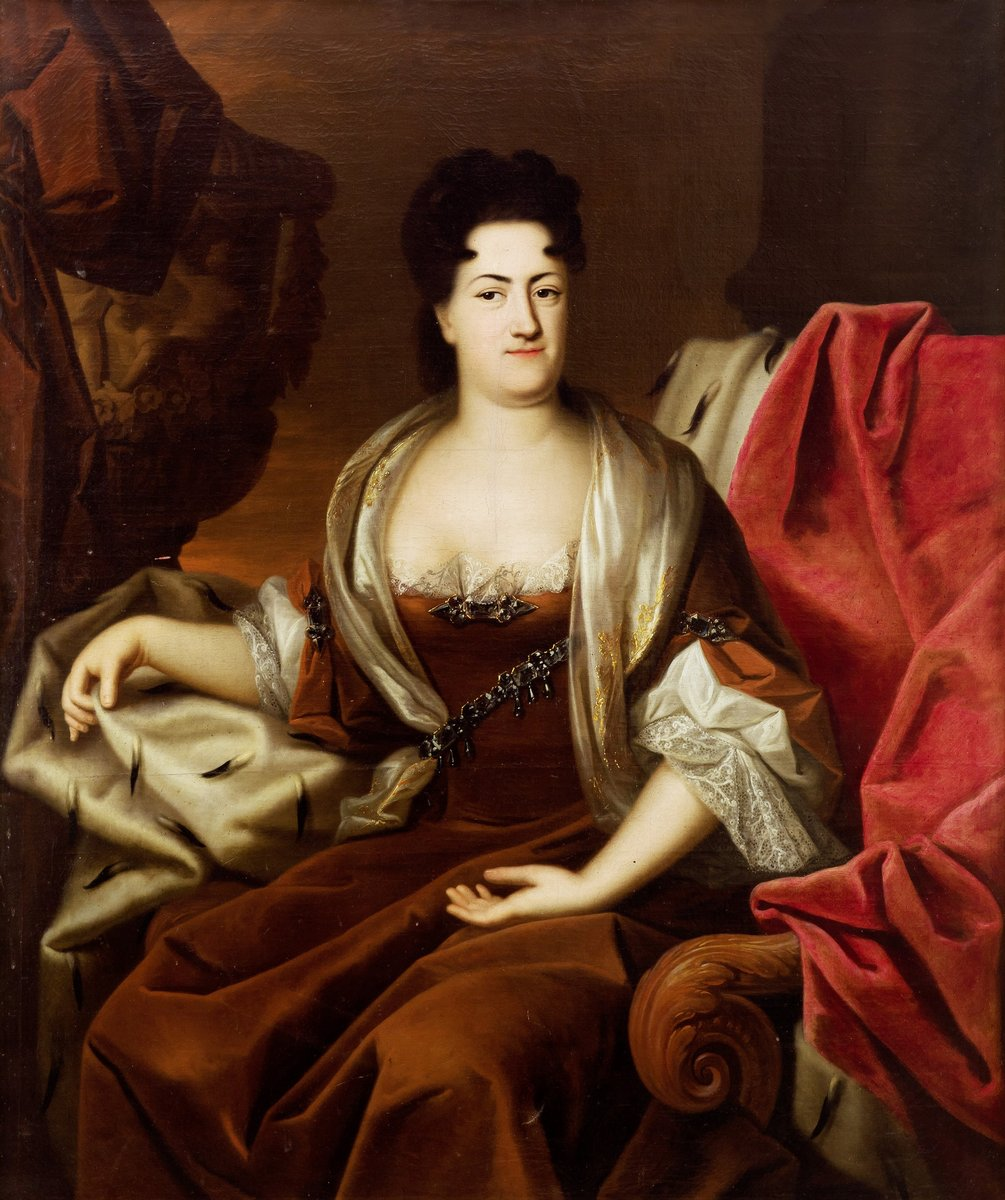
Porträt Elisabeth Sophie Marie von Schleswig-Holstein-Norburg von Christoph Bernhard Francke
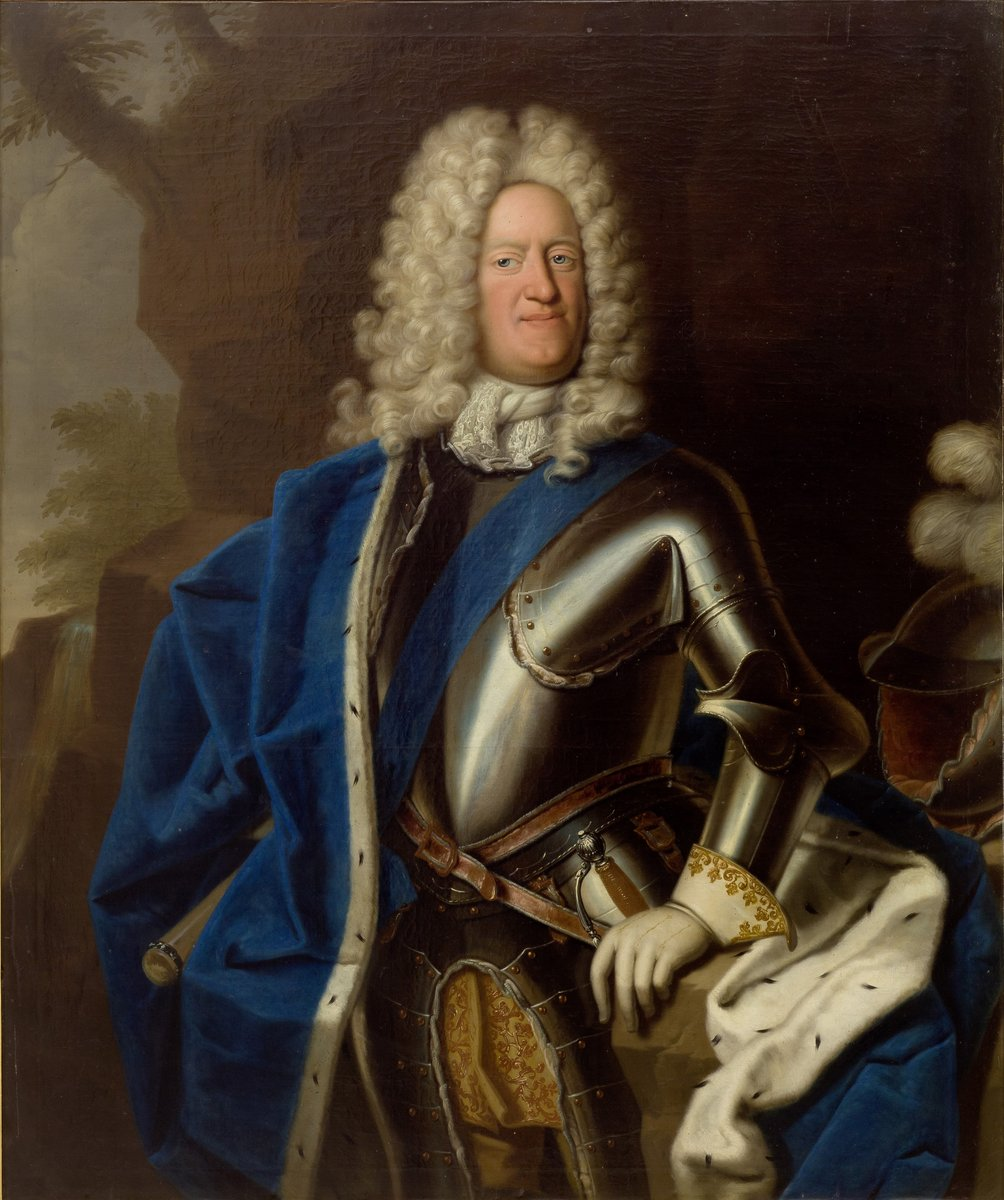
Porträt August Wilhelm von Braunschweig-Wolfenbüttel von Christorf Bernhard Francke
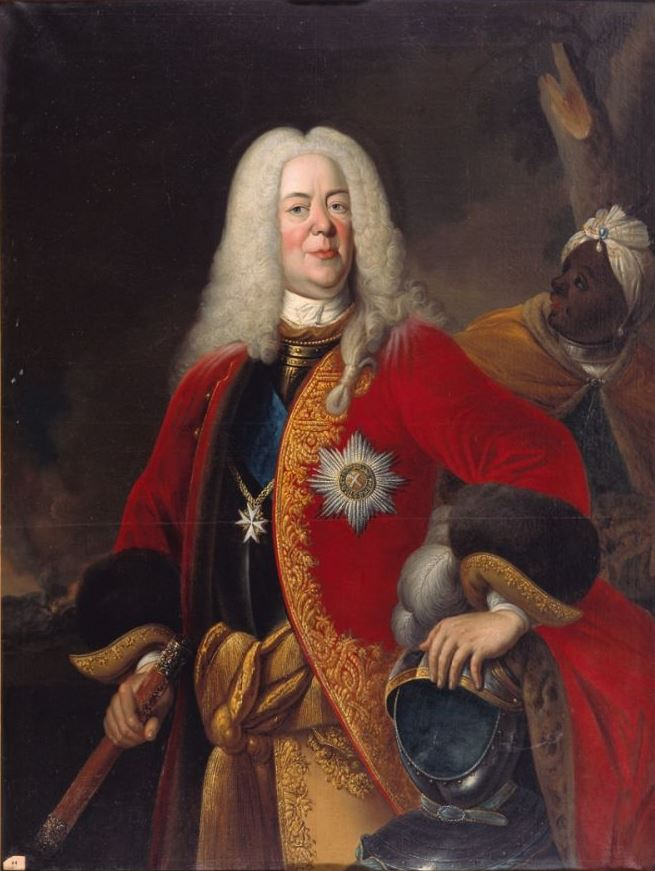
Porträt Ludwig Rudolf von Braunschweig-Wolfenbüttel von Johann Conrad Eichler
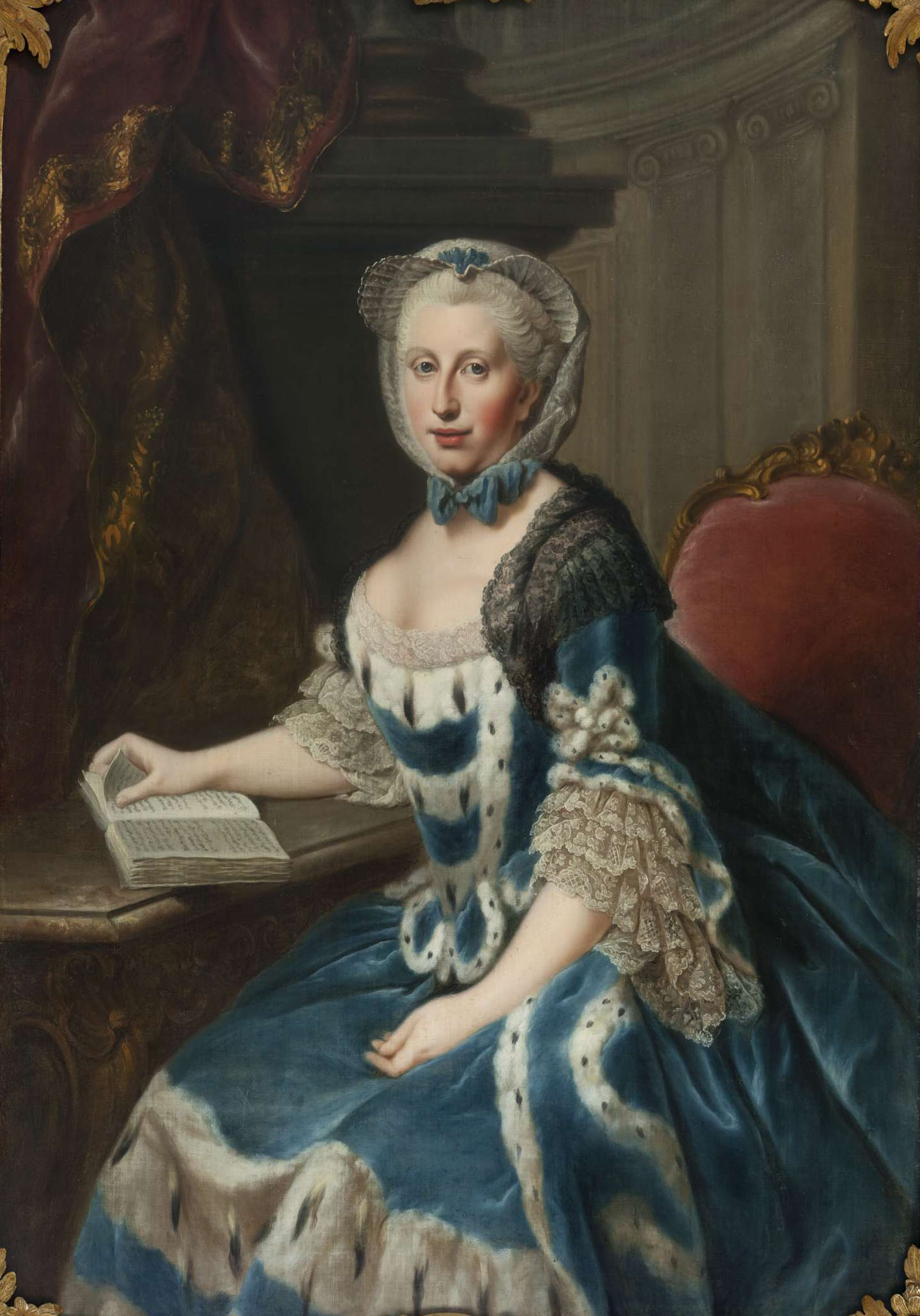
Porträt Augusta von Hannover von Johann Georg Ziesenis dem Jüngeren
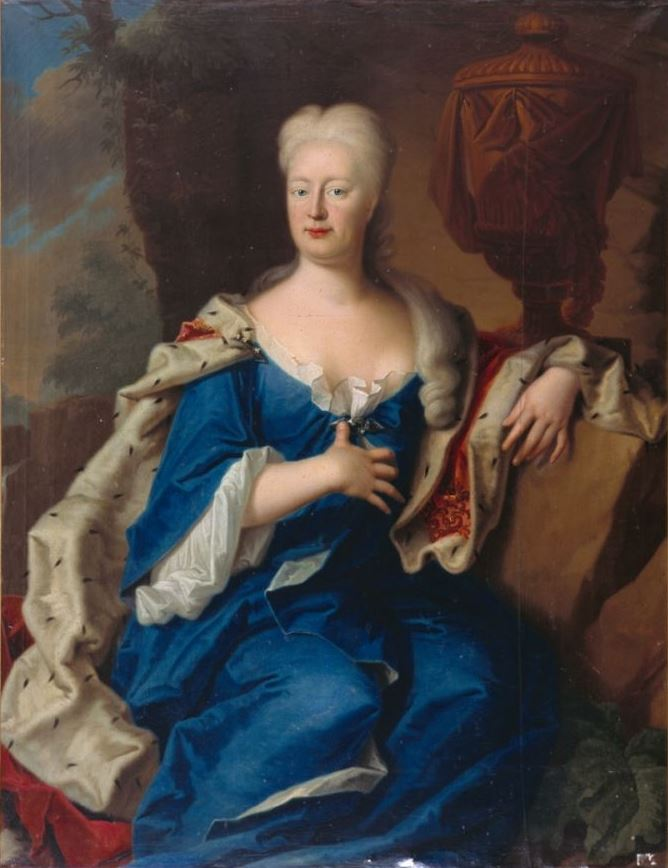
Porträt Antoinette Amalie von Braunschweig-Wolfenbüttel von Christorf Bernhard Francke

Ebenfalls 2010 wurden Holzschnitte, Lithografien und Zeichnungen von Alfred Hanf bei Kastern versteigert, die er einst einem Apotheker aus Worbis schenkte, darunter zwei Porträts des Schauspielers Ferdinand Gregori.
Im November 2011 tauchte ein 194 Jahre altes, vorher unbekanntes Reisetagebuch von August Kestner im Kunsthandel wieder auf, als es bei Kastern von einem unbekannten Sammler für die Winterauktion eingeliefert wurde. Das Auktionshaus sorgte dafür, dass die Stadt Hannover es deutlich unter dem Schätzpreis von 60.000 Euro erwerben konnte, damit es nicht in einer Privatsammlung verschwindet, sondern der Öffentlichkeit zugänglich gemacht wird. Begleitet wurde Kestner auf dieser Reise von Otto Magnus von Stackelberg, mit dem er später den Freundeskreis Römische Hyperboreer gründete. Kestners Toskana-Reise von 1817 war vorher gänzlich unbekannt. Der Band von 1817 schloss eine Lücke, von der die Kestner-Experten bislang nicht einmal wussten. Das Stadtarchiv von Hannover verwahrte zu dem Zeitpunkt weitere 72 Reisetagebücher von Kestner. Gesponsert wurde der Kauf vom Freundeskreis Stadtarchiv sowie dem Förderkreis Antike und Gegenwart des Museums August Kestner.
Im Fall des Diebstahls des goldenen Leibnizkekses von Bahlsen, den der Bildhauer Georg Herting anfertigte, gab Anfang 2013 die Kunsthistorikerin Christina Kastern vom Auktionshaus Kastern gegenüber der Hannoverschen Allgemeinen Zeitung eine Werteinschätzung des Kekses ab, den sie noch nicht einmal als Kunst einstufte. Kurz darauf erhielt die Zeitung und Bahlsen ein Bekennerschreiben mit erpresserischem Inhalt.
Ebenfalls 2013 wurde vom Auktionshaus ein 240 Kilo schweres Eisenrelief versteigert, das aus der Schreibstube des Reichstagsgebäudes stammt und aus den Trümmern 1954 gerettet wurde. Diese Allegorie der Wissenschaft zeigt vor einer aufgehenden Sonne eine sitzende, unbekleidete Göttin mit bedeckter Scham, hochgehobener Fackel und Quellurne, an deren Seite ein männlicher Löwe ruht.
Im September 2015 wurde bei Kastern das Bildnis der Caroline Lizius von Joseph Karl Stieler in der Herbstauktion aufgerufen. Die Wiederentdeckung dieses Gemäldes ist von kunsthistorischer Bedeutung, da es ursprünglich für die Schönheitengalerie erstellt wurde, jedoch vom bayrischen König, Ludwig I. als Auftraggeber abgelehnt wurde. Daraufhin wurde ein zweites Gemälde angefertigt, das die Dargestellte zwei Jahre älter zeigt und bis heute in Schloss Nymphenburg zu sehen ist. Laut Überlieferung soll der Künstler die erste Version, die 2015 bei Kastern versteigert wurde, Caroline Lizius (Schwester von Bernhard Lizius) geschenkt haben. Diese Version der Caroline Lizius ist somit das einzige Gemälde der Schönheitengalerie, das jemals in den Kunsthandel kam. 
Eine bei Kastern zu versteigende Skizze von Karl Hubbuch mit dem Titel Die neue Schwester wurde im Dezember 2015 von der Kunsthistorikerin Lisa Zeitz in der Wochenzeitung Die Zeit zum Thema erhoben.
Im März 2016 wurden drei großformatige, verschollen geglaubte Ölgemälde von Ferdinand Wagner aus dem Zyklus Die fünf Sinne des Menschen zur Versteigerung freigegeben, die 1906 für die Villa Seligmann von Siegmund Seligmann in Auftrag gegeben wurden. Diese drei, der ursprünglich fünf Allegorien, tragen die Titel Das Sehen, Das Gehör und Der Geschmack. Die anderen zwei Allegorien haben den letzten Krieg nicht überdauert. Die Verkäuferin der drei Allegorien war mit dem Ergebnis der Versteigerung nicht zufrieden und behielt die Gemälde. Bei derselben Auktion wurde unter anderem auch der Nachlass des Malers und Grafikers Arnold Leissler versteigert.
Der Star-Koch und Promi-Wirt Rainer Wolfgang Feuchter schrieb in seinem Buch Das etwas andere Gästebuch – Zwanzig amüsante Geschichten über Promis in Verbindung mit Rezepten einer neuen, einfachen Küche, das 2016 erschien, nicht nur über seine prominenten Gäste, sondern auch in dem Kapitel Ernst August von Hannover und der monarchistische Kommunikationsstil über ein Porträt von Godfrey Kneller, das Georg I. zeigt und von Feuchter beim Kunst- und Auktionshaus Kastern ersteigert wurde. Es hing über zehn Jahre in dessen Restaurant Lila Kranz in Hannover, bis er bei einer Ausstellung im Historischen Museum am Hohen Ufer den Direktor des Museums in Anwesenheit von Heinrich Prinz von Hannover darauf aufmerksam machte, dass das Museum nur eine schlechte Kopie seines Gemäldes besäße und dass bei der Kopie ein Finger fehle, was auch bewiesen wurde, als er das Original holte und die beiden Bilder nebeneinander gehängt wurden. Für die Dauer der Ausstellung wurden schließlich beide Bilder nebeneinander gezeigt. Er bot das Gemälde dem Museum zum Kauf an, doch verfügte es nicht über die nötigen Mittel, sodass auch heute noch nur die Kopie gezeigt wird. Jedoch zeigte die Sparkasse Hannover Interesse und kaufte das Gemälde für 24.000 Euro. Die Yale University Art Gallery besitzt ebenfalls ein von Godfrey Kneller gemaltes Gemälde mit gleichem Motiv.
Im September 2016 wurde eine zweite Version eines Porträts von Michiel van Musscher, das François Le Fort zeigt, nach einem langen Bietergefecht für 100.000 Euro versteigert. Die andere Version befindet sich im Musée d’art et d’histoire in Genf.
Ab Oktober 2018 trat der bis Juli 2020 fürs Kunst- und Auktionshaus Kastern tätige Kaufmann für Kunst und Antiquitäten Florian Meyer in der 8. Staffel der ZDF-Sendereihe Bares für Rares als Experte für Antiquitäten und Kunst auf. Die Drehzeiten der Folgen mit ihm fanden im Juli 2018 statt.

## Tätigkeit
Viermal jährlich finden Kunstauktionen in Zusammenarbeit mit Kunsthistorikern aus verschiedenen Fachgebieten statt. Auf 1000 m² Fläche wird zu jeder Auktion eine Ausstellung konzipiert. Abgesehen von den Versteigerungen können Kunden ganzjährig den Freiverkauf im Haus nutzen. Kastern bietet seinen Kunden vier verschiedene Möglichkeiten an einer Auktion teilzunehmen: als Saalbieter, als schriftlicher Bieter, als Telefonbieter und als Live-Bieter am Computer. Kastern hilft und berät bei Nachlass- und Erbschaftsregulierungen sowie bei Aufbau oder Auflösung von Kunstsammlungen. Preisschätzungen oder Gutachten von Kunstgegenständen werden auch für Versicherungszwecke, Bankbeleihungen und Sicherheitsleistungen erstellt.

## Publikationen
- Gedruckte Auktionskataloge und Online-Auktionskataloge zu jeder Versteigerung mit inzwischen jeweils ca. 1500 Positionen,[45] Beschreibungen und farbigen Abbildungen